# MNK Square Dubrovnik
Il Malonogometni klub Square Dubrovnik è un club croato di calcio a 5 con sede a Ragusa di Dalmazia.

## Storia
Fondato nel 1993, nelle stagioni 2005/2006 e 2006/2007 la sua denominazione è stata GOŠK Dubrovnik.
La formazione attualmente milita in I.HMNL del campionato croato di calcio a 5, nel suo palmarès sinora spicca un unico trofeo, ovvero la Coppa di Croazia vinta nella stagione 1997/1998. Lo Square ha anche partecipato alla prima edizione della Coppa delle Coppe in Sicilia nella stagione 2002/2003, giungendo ultima.

## Palmarès
- Coppa di Croazia: 1
1997-98